# Дърк Флетчър
Дърк Флетчър (на английски: Dirk Fletcher) е съвместен псевдоним на различни автори за написването на поредица уестърни от Дивия Запад с главен герой каубоя „Шпората“ Маккой.
Основен автор в написването на отделните романи е писателят Чет Кънингам (на английски: Chet Cunningham).

## Произведения
Издадени са 3 серии уестърни:
1. Серия „Шпората“ (Spur) – 45 романа от 1982 до 1995 г.
2. Серия „Двойната шпора“ (Spur Double) – 15 сборника с по два романа от първата серия от 1988 до 1996 г.
3. Серия „Гитантската шпора“ (Spur Giant) – 8 романа от 1889 до 1996 г.

### Издадени в България

#### Текст на заглавието
В България са публикувани 7 романа:
- Cathouse Kitten (1988)
Момичето от публичния дом, изд. „Калпазанов“ Габрово (1994), прев. Маринела Кръстева
- Kansas City Chorine (1993)
Певицата от Канзас Сити, изд. „Калпазанов“ Габрово (1994), прев. Таня Найденова
- Indian maid (1984)
Индианската девица, изд. „Калпазанов“ Габрово (1995), прев. Димитър Генов
- Colorado Cutie (1987)
Красавицата от Колорадо, изд. „Калпазанов“ Габрово (1995), прев. Таня Найденова
- Dakota doxy (1987)
Момичето от Дакота, изд. „Калпазанов“ Габрово (1996), прев. Димитър Генов
- Texas Tramp (1993)
Опасна мисия в Тексас, изд. „Калпазанов“ Габрово (1995), прев. Таня Найденова
- Langtry lass (1995)
Обир в Лангтри, изд. „Калпазанов“ Габрово (1996), прев. Румяна Делиева